# 榎本櫻湖
榎本 櫻湖（えのもと さくらこ、1987年4月28日 - 2024年1月）は、日本の詩人。
ローマ字表記では「c」を好んで「Enomoto Saclaco」の表記を用いている。個人出版「archaeopteryx（アーケオプテリクス）」主宰。

## 略歴
東京都中野区出身。のちに花小金井（東京都小平市）、埼玉県狭山市に転居。2011年、第49回現代詩手帖賞を受賞。トランスジェンダーであることを明かしている 。
「サクラコいずビューティフルと愉快な仲間たち」や「おもちゃ箱の午後」、「漆あるいは金属アレルギー」など多くの詩誌・同人誌を主宰。
『現代詩手帖』2014年度の詩誌月評を担当。
2024年1月、死去。享年36。『現代詩手帖』同年5月号に訃報が掲載された。

## 作品

### 詩集
- 『増殖する眼球にまたがって』（思潮社、2012年6月）ISBN　978-4-7837-3301-0
- 『空腹時にアスピリンを飲んではいけない』（七月堂、2014年9月）ISBN 978-4-87944-228-4
- 『Rontgen、それは沈める植木鉢』（思潮社、2017年8月）ISBN　978-4-7837-3576-2
- 『Lontano』（七月堂、2018年11月）ISBN　978-4-87944-339-7
- 『Hanakoganei Counterpoint』（七月堂、2024年9月）ISBN 978-4-87944-581-0

### その他
- （寄稿）「声について」反トランス差別ブックレット編集部編著『われらはすでに共にある：反トランス差別ブックレット』現代書館、2023年8月。ISBN　978-4-7684-5947-8